# Кадук перлистогорлий
Кадук перлистогорлий (Rhopias gularis) — вид горобцеподібних птахів родини сорокушових (Thamnophilidae):. Ендемік Бразилії. Раніше цей вид відносили до роду Кадук (Myrmotherula), однак за результатами молекулярно-філогенетичного дослідження 2012 року він був переведений до відновленого роду Rhopias.

## Опис

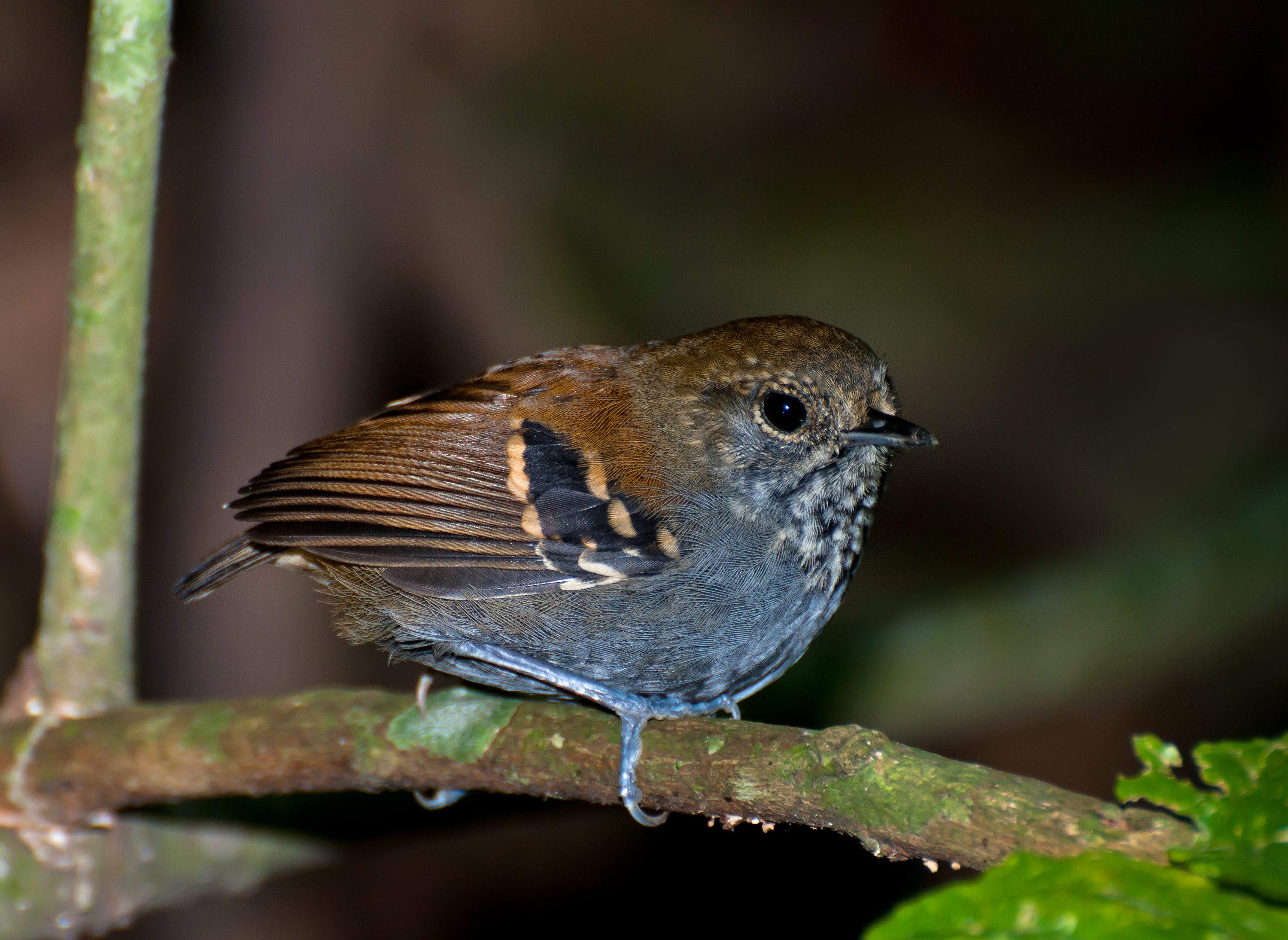
Перлистогорлий кадук

Довжина птаха становить 8,5-9,5 см, вага 10-12 г. у самців верхня частина тіла, надхвістя і хвіст сірі, лоб сіруватий, покривні пера крил чорнувато-коричневі з двома охристими смугами. Горло чорне, поцятковане білими плямами, груди і живіт сірі. У самиць лоб рудувато-коричневий, плями на горлі більші. Очі темні.

## Поширення і екологія
Перлистогорлі кадуки мешкають на південному сході Бразилії, від південної Баїї на південь до Санта-Катарини і півночі Ріу-Гранді-ду-Сул і на захід до західної Парани. Вони живуть в нижньому ярусі вологих атлантичних лісів, на висоті від 400 до 1550 м над рівнем моря. 
Перлистогорлі кадуки живляться комахами, зокрема сараною, цвіркунами, напівтвердокрилими і личинками лускокрилих, а також павуками. Гніздо відкрите, чашоподібне, робиться з тонких корінців, рослинних волокон і сухого листя, підвішується на тонких горизонтальних стеблах і розміщується на висоті 50 см над землею. часто поблизу води. В кладці 2 білих яйця, поцяткованих темно-коричневими плямками, розміром 19×14.5 мм, вагою 2,2 г. Інкубаційний період триває 17 днів, насиджують і самиці, і самці. За пташенятами доглядає пара птахів, вони покидають гніздо через 11 днів після вилуплення.